# Seed Eight
Seed Eight (Remix 2014 EP) – minialbum amerykańskiego zespołu industrialnego Nine Inch Nails, wydany 21 stycznia 2014 roku ekskluzywnie przez Beats Music. Zawiera cztery remiksy z ósmego albumu studyjnego zespołu Hesitation Marks.

## Lista utworów
1. "Satellite" (Hot Chip Remix) - 6:44
2. "Running" (Cold Cave Remix) - 4:20
3. "Copy of A" (Simian Mobile Disco Remix) - 8:22
4. "Everything" (Autolux Remix) - 4:29